# Daphnella rissoides
Daphnella rissoides é uma espécie de gastrópode do gênero Daphnella, pertencente à família Raphitomidae.